# Hoytville

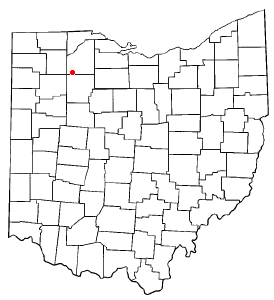
Hoytville na planie stanu Ohio

Hoytville – wieś w USA, w stanie Ohio, w hrabstwie Wood.
Liczba mieszkańców w 2000 roku wynosiła 296.